# Německá demokratická republika na Zimních olympijských hrách 1984
Německá demokratická republika na Zimních olympijských hrách 1984 reprezentovala výprava 56 sportovců (40 mužů a 16 žen) v 8 sportech.

## Medailisté
| Medaile | Jméno                                                               | Sport           | Disciplína          |
| ------- | ------------------------------------------------------------------- | --------------- | ------------------- |
| Zlato   | Wolfgang Hoppe Dietmar Schauerhammer                                | Boby            | Dvojbob             |
| Zlato   | Wolfgang Hoppe Roland Wetzig Dietmar Schauerhammer Andreas Kirchner | Boby            | Čtyřbob             |
| Zlato   | Katarina Wittová                                                    | Krasobruslení   | Ženy jednotlivci    |
| Zlato   | Steffi Walterová-Martinová                                          | Saně            | Ženy jednotlivci    |
| Zlato   | Jens Weissflog                                                      | Skoky na lyžích | Muži střední můstek |
| Zlato   | Christa Rothenburgerová                                             | Rychlobruslení  | Ženy 500 m          |
| Zlato   | Karin Enkeová                                                       | Rychlobruslení  | Ženy 1 000 m        |
| Zlato   | Karin Enkeová                                                       | Rychlobruslení  | Ženy 1 500 m        |
| Zlato   | Andrea Schöneová                                                    | Rychlobruslení  | Ženy 3 000 m        |
| Stříbro | Frank-Peter Roetsch                                                 | Biatlon         | Muži 20 km          |
| Stříbro | Bernhard Lehmann Bogdan Musiol                                      | Boby            | Dvojbob             |
| Stříbro | Bernhard Lehmann Bogdan Musiol Ingo Voge Eberhard Weise             | Boby            | Čtyřbob             |
| Stříbro | Bettina Schmidt                                                     | Saně            | Ženy jednotlivci    |
| Stříbro | Jens Weissflog                                                      | Skoky na lyžích | Muži velký můstek   |
| Stříbro | Karin Enkeová                                                       | Rychlobruslení  | Ženy 500 m          |
| Stříbro | Andrea Schöneová                                                    | Rychlobruslení  | Ženy 1 000 m        |
| Stříbro | Andrea Schöneová                                                    | Rychlobruslení  | Ženy 1 500 m        |
| Stříbro | Karin Enkeová                                                       | Rychlobruslení  | Ženy 3 000 m        |
| Bronz   | Matthias Jacob                                                      | Biatlon         | Muži 10 km Sprint   |
| Bronz   | Jörg Hoffmann Jochen Pietzsch                                       | Saně            | Muži dvojice        |
| Bronz   | Ute Oberhoffner-Weiß                                                | Saně            | Ženy jednotlivci    |
| Bronz   | René Schöfisch                                                      | Rychlobruslení  | Muži 5 000 m        |
| Bronz   | René Schöfisch                                                      | Rychlobruslení  | Muži 10 000 m       |
| Bronz   | Gabi Schönbrunnová                                                  | Rychlobruslení  | Ženy 3 000 m        |